# (2641) Lipschutz
(2641) Lipschutz (1949 GJ) – planetoida z pasa głównego asteroid okrążająca Słońce w ciągu 3,67 lat w średniej odległości 2,38 j.a. Odkryta 4 kwietnia 1949 roku.